# The Tanglewood Boys
The Tanglewood Boys est une organisation criminelle américaine d'origine italienne, créée au début des années 1990, historiquement basée à Yonkers (État de New York). Elle s'est étendue à Westchester County, au Bronx et à l'Upper West Side de Manhattan. Elle est étroitement liée à la famille Lucchese.

## Dans la fiction
Le gang est évoqué dans deux épisodes de la série Les Experts : Manhattan :
- épisode 13 de la saison 1 : Du sang sur la neige ;
- épisode 20 de la saison 2 : Les Cendres du passé.